# Jungfrun (ö)

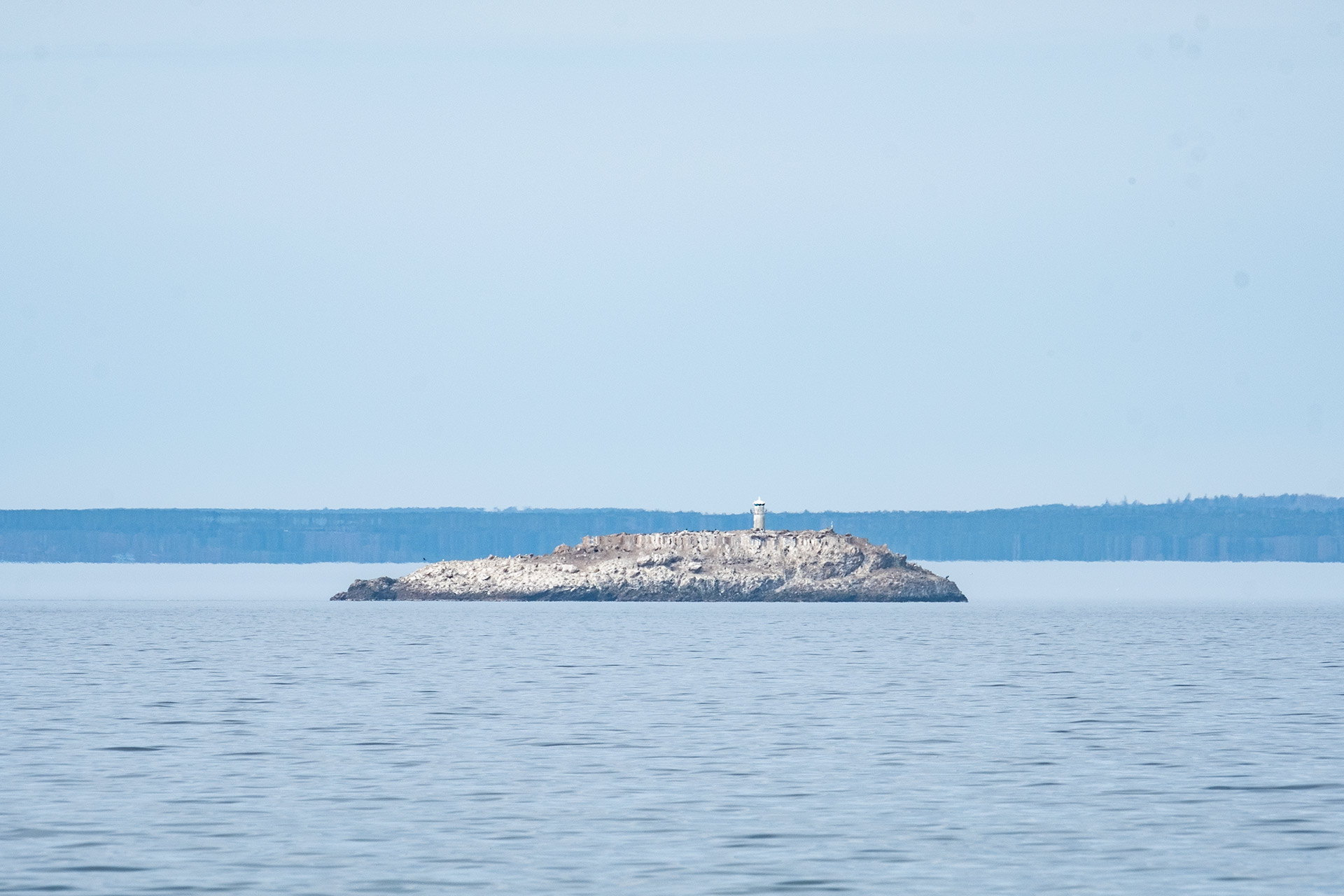
Ön Jungfrun i Vättern.

Jungfrun är en liten ö om cirka 6 390 m², belägen cirka 5 km nordväst om Vadstena i sjön Vätterns norra del. Ön är karg och har en liten fyr. Ön är mest känd för att konstnären John Bauer omkom alldeles i närheten år 1918. Ön är den sydligaste av öarna i naturreservatet Motalabuktens öar.